# Amibe acrasiale
Les amibes acrasiales sont la forme unicellulaire (ou myxamibe) des Acrasiomycètes. 
Bien que passant normalement leur vie sous une forme d'amibe bien ordinaire (dite « amibe acrasiale »), elles peuvent, en cas de stress, par exemple lié à la dégradation de leur milieu, s'unir et former un organisme pluricellulaire : la « limace amibiale », visible à l'œil nu et mesurant environ deux millimètres de longueur. 
Ce pseudo-organisme se déplace en rampant vers la lumière. 
Une fois à la surface du substrat, la colonie va former un sporocarpe ressemblant à ceux des champignons myxomycètes, soit un pédicelle surmonté d'une capsule contenant des amibes enkystées appelées spores. 
Seuls les spores pourront survivre, les amibes composant le pédicelle sont condamnées à mourir.
Elles constituent probablement un chaînon évolutif intermédiaire entre les amibes et les myxomycètes et se retrouvent ainsi au carrefour des Protistes, des Métazoaires et des Fungi.
L'étude de leur organisation sociale constitua une confirmation expérimentale remarquable de la sélection de parentèle.